# David Straiton
David Straiton is een Canadees televisieregisseur, die van verschillende series een aantal afleveringen heeft geregisseerd. Een aantal series hiervan zijn Star Trek, Special Unit 2, Kevin Hill, Odyssey 5, The 4400 en Agents of S.H.I.E.L.D. In 2014  had hij al meer dan vijftig keer geregisseerd, waaronder ook een film. 